# ابن أبي حصينة
ابن أبي حَصِينة (388 هـ - 457 هـ / 998 - 1065م)، شاعر سوري ولد في معرَّة النعمان، وتوفي في حلب.

## سيرته
هو الحسن بن عبد الله بن أحمد بن عبد الجبار، أبو الفتح، ابن أبي حَصِينة السُّلَمي. ولد ونشأ في معرة النعمان. انتقل إلى حلب وكانت تحت حكم بني مرداس، وتوفي فيها. 
حقق أسعد طلس ديوانه عندما قطن بغداد.

## ضبط كنيته
رجَّح عز الدين التنوخي ضبط كنيته (ابن أبي حَصِينة) بفتح الحاء وكسر الصاد، على وزن جميلة. وخطَّأ محقق ديوانه أسعد طلس، لضبطه الكنية بضح الحاء وفتح الصاد، على وزن جُهَينة.
وذكر أنه وقف على نسخة متقنة من كتاب "بغية الطلب في تاريخ حلب" لابن العَدِيم الحلبي بخطِّ يده، وقد ضبط فيها الاسم (حَصِينة) بفتح أوله وكسر ثانيه.

قال الحسن ابن أبي حَصِينة يرثي معتمدَ الدولة قِرواش صاحب المَوصِل: